# Villabuena del Puente
Villabuena del Puente – gmina w Hiszpanii, w prowincji Zamora, w Kastylii i León, o powierzchni 26,07 km². W 2011 roku gmina liczyła 813 mieszkańców.